# Atriplex chizae
Atriplex chizae là loài thực vật có hoa thuộc họ Dền. Loài này được Rosas mô tả khoa học đầu tiên năm 1989.